# Hol·landita
L'hol·landita és un mineral de la classe dels òxids, i dins d'aquesta classe pertany al grup de la coronadita. Va ser descoberta l'any 1906 a una mina del districte de Jhabua, a l'Índia. Va ser anomenada així en honor de T.H. Holland, director d'exploració geològica de l'Índia.

## Característiques
Químicament és un òxid múltiple de manganès i altres metalls. La seva fórmula, Ba(Mn4+₆Mn3+₂)O16, és molt semblant a la de la romanechita i són gairebé indistingibles. Cristal·litza en el sistema monoclínic i la seva duresa oscil·la entre 4 i 6 a l'escala de Mohs.
Segons la classificació de Nickel-Strunz, l'hol·landita pertany a «04.DK: Òxids amb proporció Metall:Oxigen = 1:2 i similars, amb cations grans (+- mida mitjana); estructures de túnel» juntament amb els següents minerals: akaganeïta, coronadita, criptomelana, manjiroita, mannardita, priderita, redledgeita, henrymeyerita, estronciomelana, romanechita i todorokita.

## Formació
És un mineral de formació primària a les zones de metamorfisme de contacte en dipòsits de manganès. També es pot formar com a mineral secundari com a alteració de minerals de manganès. Se sol trobar junt amb altres minerals associats: bixbyita, braunita, piemontita i altres òxids de manganès. És extret en mines com a mena de manganès.
Als territoris de parla catalana ha estat trobada a Can Súria (Maçanet de la Selva), a la mina Maria Magdalena (Ulldemolins), a la mina Oriental (Xóvar) i a la mina Amparo (Montserrat).